# Polygala andina
Polygala andina är en jungfrulinsväxtart som beskrevs av Alfred William Bennett och Nathaniel Lord Britton. Polygala andina ingår i släktet jungfrulinssläktet, och familjen jungfrulinsväxter. Inga underarter finns listade i Catalogue of Life.